# 雨を見たかい
「雨を見たかい」（Have You Ever Seen the Rain?）は、クリーデンス・クリアウォーター・リバイバルが1970年に発表した楽曲。アルバム『Pendulum』収録。翌年「ヘイ・トゥナイト」との両A面でシングルカットされ、全米8位を記録した。
ベトナム戦争において頻繁に使用されたナパーム弾を天気雨にかけた反戦歌であると広く考えられているが、ジョン・フォガティによれば批評的にも商業的にも成功を成し遂げたにもかかわらずジョンがバンド内で中心的な役割を担っていることに対して以前から不満を持っていた兄弟のトム・フォガティが脱退を仄めかしておりバンド解散の寸前という状況を晴れているのに雨が降っているという状況になぞらえたものであるとインタビューで答えている。

## 主なカヴァー
内外問わず沢山のアーティストによってカヴァーされている。
- ボニー・タイラー - 1983年、アルバム『Faster Than the Speed of Night』に収録。

- KUWATA BAND - 1986年、シングル「ONE DAY」のカップリング曲としてカバー。同年TDKのCMソングに起用されている。
- 田中一郎 - 1990年に「田中一郎 スーパーノマッド」名義で同曲に日本語の歌詞を載せるカタチでカヴァー。同年エースコックの「スーパーカップ」のテレビCMに起用されている。
- スピン・ドクターズ - 1993年、トム・ハンクス主演映画「フィラデルフィア」のサウンドトラックアルバム『Philadelphia: Music From the Motion Picture』に収録。
- Hi-STANDARD - 1997年、アルバム『ANGRY FIST』に収録。
- ロッド・スチュワート - 2006年、アルバム『Still The Same... Great Rock Classics of Our Time』に収録。